# 瑪麗·伊莉莎白 (不倫瑞克-沃爾芬比特爾)
瑪麗·伊莉莎白（德語：Marie Elisabeth von Braunschweig-Wolfenbüttel，1638年1月7日—1687年2月15日），沃爾芬比特爾親王奧古斯特二世的女兒，母親是梅克倫堡的伊莉莎白·索菲。

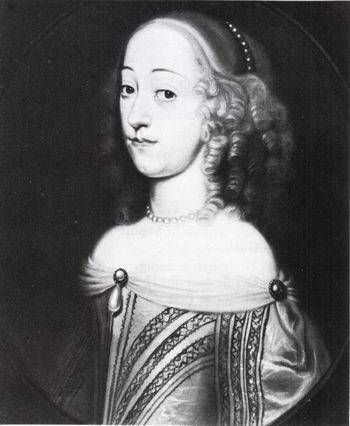

## 家庭
1663年，瑪麗·伊莉莎白與薩克森-艾森納赫公爵阿道夫·威廉結婚，兩人共有三個兒子：
1. 卡爾·奧古斯特（1664年—1665年）
2. 腓特烈·威廉（1665年2月—1665年5月）
3. 阿道夫·威廉（1666年6月—1666年12月）
4. 恩斯特·奧古斯特（1667年—1668年）
5. 威廉·奧古斯特（1668年—1671年）

阿道夫·威廉於1668年去世。1676年，瑪麗·伊莉莎白與薩克森-科堡公爵阿爾布雷希特結婚，兩人沒有（存活的）子女。